# Teen Titans Go! To the Movies
Teen Titans Go! To the Movies (Brasil: Os Jovens Titãs em Ação! Nos Cinemas / Portugal: Teen Titans Go! O Filme) é um filme de animação de super-herói estadunidense de 2018, baseado na série animada Teen Titans Go!, produzido pela Warner Bros. Animation e DC Entertainment em associação com o Cartoon Network Studios e distribuído pela Warner Bros. Pictures.
É o segundo filme lançado nos cinemas baseado em uma série da Warner Bros. Animation, 25 anos depois de Batman: Mask of the Phantasm (1993). O filme conta com as vozes de Scott Menville, Hynden Walch, Greg Cipes, Khary Payton e Tara Strong, retomando seus papéis da série, bem como Will Arnett e Kristen Bell. Estreou nos cinemas em 27 de julho de 2018 pela Warner Bros. Pictures nos Estados Unidos e 30 de agosto no Brasil.
Uma sequência, Teen Titans Go! vs. Teen Titans foi lançado em 2019.

## Sinopse
Em Jump City, os Jovens Titãs chegam para derrotar o Homem-Balão. No entanto, quando ele diz não conhecer os heróis, os Titãs começam um rap para se apresentar e acabam se distraindo, obrigando a Liga da Justiça a intervir. Eles criticam os Titãs por serem infantis e por não fazerem nada sério, levantado o fato de que eles não tem um filme para provarem sua capacidade. Então na estreia de Batman de Novo, Robin humilha a si mesmo, achando que o filme mostrado nos trailers seria sobre ele, fazendo o cinema todo rir. Após uma sugestão de seu time, Robin decide que para que seja feito um filme sobre os Titãs, eles precisam de um arqui-inimigo.
Enquanto isso, Slade invade o Laboratório Star para roubar um cristal. Os Titãs chegam e tentam impedi-lo, mas ele os derrota e os insulta. No dia seguinte, Mutano, Estelar, Ciborgue e Ravena fazem um filme para agradar Robin, mas ele se recusa à assistir dizendo que a equipe deve ir para Hollywood convencer os estúdios a fazer um filme sobre eles. Chegando lá, eles encontram a diretora Jade Wilson, que é responsável por todos os filmes de super-heróis a serem feitos. Ela recusa os Titãs dizendo que o único jeito de ela fazer um filme sobre eles é se eles fossem os únicos super-heróis do mundo. Os Titãs levam ao pé da letra e voltam no tempo para prevenir as origens dos outros heróis, porém, isso acaba arruinando o presente, fazendo eles voltarem para corrigir seu erro.
Em seguida, Slade chega ás Empresas Wayne para ativar o poder do cristal, então os Titãs chegam para impedi-lo, dessa vez tentando uma luta de verdade. Eles protegem o cristal, mas Slade foge, resolvendo separar Robin de seus colegas de time. No dia seguinte, Jade convida os heróis de volta para Hollywood e anuncia que fará um filme sobre a recente luta deles contra Slade. Enquanto Robin faz um tour pelas instalações, Mutano, Estelar, Ravena e Ciborgue causam confusão. Eles encontram uma Máquina de Juízo Final que é altamente protegida e tentam destruí-la, mas Jade chega e explica que o nome da máquina é uma sigla para um serviço de streaming para qual o filme está sendo feito. Ela então, decide remover os outros Titãs do filme e fazer um apenas sobre Robin, que ele rapidamente aceita, para desgosto de sua equipe.
Robin termina de fazer o filme, mas durante uma das filmagens, ele é nocauteado. Quando acorda, ele encontra Jade que revela ser um disfarce elaborado de Slade. Ele recupera o cristal e conta à Robin que ele fazia os filmes de heróis para manter-lhes ocupados enquanto ele domina o mundo. Robin escapa e se reúne com sua equipe, que o recebe de braços abertos.
Slade liberá o poder do cristal para controlar os outros heróis e os manda ir atrás dos Titãs. Robin vai atrás de Slade enquanto  resto da equipe lida com os outros heróis. Porém, Slade usa seu cristal em Robin e o manda atacar sua equipe, eles então decidem mostrar o resto do filme que haviam feito para ele. Robin retoma seu senso e e lidera a equipe num ataque contra Slade, que é derrotado. Os outros heróis parabenizam os Titãs por seus atos heroicos, e Robin aprende que para ser um herói de verdade, não precisa de um filme, apenas ser ele mesmo.

## Elenco
- Scott Menville como Robin

- Khary Payton como Ciborgue

- Tara Strong como Ravena

- Hynden Walch como Estelar

- Greg Cipes como Mutano

- Will Arnett como Slade Wilson (Deathstroke)

- Kristen Bell como Jade Wilson

- Nicolas Cage como Superman

- Halsey como Mulher-Maravilha

- Lil Yachty como Lanterna Verde

- Jimmy Kimmel como Batman

- Jacob Jeffries como Robin (cantando)

- Kal-El Cage como um jovem Bruce Wayne

- Wil Wheaton como Flash

- Patton Oswalt como Eléktron

- Eric Bauza como Aquaman e o assistente de Stan Lee

- Joey Cappabianca como Homem-Borracha

- Meredith Salenger como Supergirl

- Dave Stone como Ace Morgan

- Stan Lee como ele mesmo

- Greg Davies como Homem-Balão

- David Kaye como o anunciante do trailer de "Alfred: O Filme"

- Fred Tatasciore como Jor-El

- Tom Kenny como Voz da Máquina

- James Arnold Taylor como Shia LaBeouf

## Dublagem no Brasil
- Manolo Rey como Robin
- Eduardo Borgerth como Ciborgue
- Mariana Torres como Ravena e Supergirl
- Luisa Palomanes como Estelar
- Charles Emmanuel como Mutano
- Ricardo Schnetzer como Slade Wilson (Deathstroke)
- Priscila Amorim como Jade Wilson
- Guilherme Briggs como Superman
- Flávia Saddy como Mulher-Maravilha
- Maurício Berger como Lanterna Verde
- Jorge Lucas como Batman
- Enzo Dannemann como um jovem Bruce Wayne
- Clécio Souto como Flash
- Yuri Calandrino como Eléktron
- Francisco Júnior como Aquaman
- Fabrício Vila Verde como Homem-Borracha
- Hercules Franco como Ace Morgan
- Carlos Gesteira como Stan Lee
- Marco Ribeiro como Homem-Balão
- Wanderlei Gonçalves como o anunciante do trailer de "Alfred: O Filme"
- Hélio Ribeiro como Jor-El
- Sérgio Cantú como Shia LaBeouf

## Dobragem em Portugal
- Peter Michael como Robin
- Eduardo Borgerth como Cyborg
- Rita Ruaz como Ravena
- Sandra de Castro como Starfire
- Tiago Caetano como Beast Boy
- Rui Paulo como Slade
- Bárbara Lourenço como Jade Wilson
- Romeu Vala como Super-Homem
- Helena Montez como Mulher-Maravilha
- Pedro Leitão como Lanterna Verde
- Maria Camões como Supergirl
- Gonçalo Carvalho como Homem-Balão
- Carlos Vieira de Almeida como Stan Lee
- Marco Ribeiro como Homem-Balão
- Tiago Retrê como Lex Luthor